# Нил, Патриция
Патриция Нил (англ. Patricia Neal; 20 января 1926 — 8 августа 2010) — американская актриса, известная своим сильным характером и трагическими подробностями личной жизни. Лауреат премии «Оскар», известная по своим ролям в фильмах «День, когда остановилась Земля» (1951), «Завтрак у Тиффани» (1961) и «Хад» (1963).

## Биография
Патриция Нил, урождённая Пэтси Луиза, родилась в Теннеси. В юности она перебралась в Нью-Йорк, где состоялся её актёрский дебют на Бродвее. В 1946 году за одну из первых своих бродвейских ролей актриса была удостоена премии «Тони», на первой церемонии вручения данной награды.
В 1949 году на съёмках фильма «Источник» Патриция без памяти влюбилась в самого на тот момент востребованного голливудского актёра, Гэри Купера, который был старше её на четверть века. После того как жена Купера заявила официальный протест, а его дочь на публике плюнула в Патрицию, её связь с кумиром миллионов стала достоянием журналистов. Под влиянием общественного мнения актриса вынуждена была расстаться с Купером и сделать аборт.
Впоследствии она вышла замуж за выдающегося английского писателя Роальда Даля, от которого у неё родилось пятеро детей. Однако старшая дочь умерла от коревого энцефалита, сын едва не погиб, когда его коляску сбило такси, и безутешная мать стала прихожанкой одной из христианских поместных церквей. В 1965 году, будучи беременной младшей дочерью, она впала на три недели в кому и в течение нескольких месяцев была парализована, однако оправилась от недуга, вернулась в кино и в 1969 году была выдвинута на премию «Оскар».
В 1981 году знаменитая английская актриса Гленда Джексон сыграла Патрицию в биографическом телефильме «История Патриции Нил».
Патриция Нил скончалась 8 августа 2010 года от рака лёгкого.

## Избранная фильмография
| Год  |    | Русское название               | Оригинальное название          | Роль                        |
| ---- | -- | ------------------------------ | ------------------------------ | --------------------------- |
| 1949 | ф  | Источник                       | The Fountainhead               | Доминик Франкон             |
| 1950 | ф  | Переломный момент              | The Breaking Point             | Леона Чарльз                |
| 1951 | ф  | День, когда остановилась Земля | The Day The Earth Stood Still  | Хелен Бенсон                |
| 1952 | ф  | Дипкурьер                      | Diplomatic Courier             | Джоан Росс                  |
| 1957 | ф  | Лицо в толпе                   | A Face in the Crowd            | Марша Джеффрис              |
| 1961 | ф  | Завтрак у Тиффани              | Breakfast at Tiffany’s         | Эмили Юстас «Туи» Фейленсон |
| 1963 | ф  | Хад                            | Hud                            | Алма Браун                  |
| 1965 | ф  | По методу Харма                | In Harm’s Way                  | Мэгги                       |
| 1968 | ф  | Если бы не розы                | The Subject Was Rose           | Нетти Клири                 |
| 1971 | с  | Уолтоны                        | The Waltons                    | Оливия Уолтон               |
| 1977 | тф | Хвостовой стрелок Джо          | Tail Gunner Joe                | сенатор Маргарет Чейз Смит  |
| 1979 | ф  | Переход                        | The Passage                    | Ариэль Бергсон              |
| 1979 | тф | На Западном фронте без перемен | All Quiet On The Western Front | мать Пауля                  |
| 1981 | ф  | История с привидениями         | Ghost Story                    | Стелла                      |
| 1999 | ф  | Колесо фортуны                 | Cookie’s Fortune               | Джуэл Мэй «Куки» Оркатт     |

## Награды и номинации
| Награда        | Год  | Категория                                                       | Название работы                | Результат |
| -------------- | ---- | --------------------------------------------------------------- | ------------------------------ | --------- |
| Оскар          | 1964 | Лучшая женская роль                                             | Хад                            | Победа    |
| Оскар          | 1969 | Лучшая женская роль                                             | Если бы не розы                | Номинация |
| Золотой глобус | 1964 | Лучшая женская роль второго плана в кинофильме                  | Хад                            | Номинация |
| Золотой глобус | 1972 | Лучшая женская роль в драматическом телевизионном сериале       | Уолтоны                        | Победа    |
| Эмми           | 1972 | Лучшая женская роль в мини-сериале или телефильме               | Уолтоны                        | Номинация |
| Эмми           | 1977 | Лучшая женская роль второго плана в мини-сериале или телефильме | Хвостовой стрелок Джо          | Номинация |
| Эмми           | 1980 | Лучшая женская роль второго плана в мини-сериале или телефильме | На Западном фронте без перемен | Номинация |
| BAFTA          | 1964 | Лучшая женская роль                                             | Хад                            | Победа    |
| BAFTA          | 1966 | Лучшая женская роль                                             | По методу Харма                | Победа    |
| Тони           | 1947 | Лучшая женская роль в пьесе                                     | За лесами                      | Победа    |